# Lu Xun
Lu Xun, właśc. Zhou Shuren, (ur. 1881, zm. 19 października 1936) – chiński pisarz uznawany za najwybitniejszego chińskiego autora XX wieku. Lu Xun był orędownikiem języka potocznego (白话 báihuà), dzięki któremu chińska literatura mogła odejść od języka klasycznego. Dzięki swojemu błyskotliwemu stylowi oraz przekonaniu o potrzebie reformowania kraju, jest uważany za ojca współczesnej literatury chińskiej. Starszy brat Zhou Zuorena.

## Życiorys
W wieku 18 lat udał się do Nankinu, gdzie zdał egzamin do Szkoły Morskiej. Chociaż studiował na niej cztery lata ostatecznie w 1901 ukończył Szkołę Kolejowo-Górniczą. W czasie pobytu w Nankinie Lu Xun zapoznał się z dziełami zagranicznych autorów i postanowił zaangażować się w ruch reformatorski, który u schyłku dynastii Qing głosił potrzebę głębokich przemian w Chinach, w tym – modernizację na wzór zachodni, taką jak w Japonii.
W 1901 uzyskał stypendium w Japonii, gdzie na uniwersytecie w Sendai studiował medycynę, a przy okazji pogłębiał wiedzę na temat Zachodu. Interesował się szczególnie literaturą, w tym poezją Byrona, Puszkina oraz Mickiewicza. Po powrocie do Chin w 1909 podjął pracę nauczyciela. W latach 1909–1926, wspólnie ze swoim bratem Zhou Zuorenem, zajmował się m.in. tłumaczeniem na język chiński literatury polskiej, w tym dzieł H. Sienkiewicza, S. Żeromskiego, A. Asnyka, M. Konopnickiej, B. Prusa i W. Reymonta. Po upadku dynastii Qing pracował w Ministerstwie Oświaty w Pekinie.
Jego pierwsze, zarazem najgłośniejsze opowiadanie Dziennik obłąkanego ukazało się w kwietniu 1918. Jest to opowiadanie grozy, którego główny bohater jest przekonany, że rodzina tuczy go w celu skonsumowania. Kanibalizm został przez pisarza wykorzystany jako metafora nieludzkich stosunków społecznych panujących w ówczesnych Chinach.
W 1923 wydał pierwszy zbiór opowiadań, zawierający m.in. Mój stary dom oraz Prawdziwą historię A Q, gorzki obraz Rewolucji 1911 roku. Kolejny tom ukazał się w 1926, jednak panująca w Pekinie sytuacja polityczna zmusiła go do opuszczenia miasta. Wykładał w Xiamenie, a potem objął katedrę języka i literatury chińskiej na Uniwersytecie Sun Jat-sena w Kantonie.
W kwietniu 1927 protestując przeciw skazywaniu i zabijaniu komunistów, w tym studentów, przez rząd Kuomintangu, zrzekł się katedry i wyjechał do Szanghaju, który uchodził wówczas za kolebkę partii komunistycznej. Był tam m.in. założycielem Ligi Wolności Chin oraz chińskiej Ligi Pisarzy Lewicowych.
Lu Xun był także eseistą (napisał ponad 700 esejów) oraz tłumaczem.
Od 1995 Stowarzyszenie Pisarzy Chińskich przyznaje co trzy lata Nagrodę Literackę im. Lu Xuna, nazwaną na cześć pisarza.